# 紅地球葡萄
紅地球葡萄（英語：Red Globe Grapes），在中國又稱為紅提、晚紅，是一種大型、有籽的紅葡萄，屬於果肉堅實的生食葡萄Table Grape（相對於釀酒葡萄Wine Grape，或製作為葡萄乾的葡萄），紅地球葡萄的生產季節長，適合在美國加州、智利、南非、中國的陝西、新疆、江蘇與澳大利亞等溫暖的地方種植，但在大多數國家會採用溫室種植。由於美國的葡萄市場已經是以無籽生食葡萄為最大宗，但是在日本等亞洲國家，對於有籽與無籽的高品質葡萄都有很高的需求，因此美國與澳大利亞種植的紅地球葡萄，大多銷往亞洲國家。

## 特色
因為產地遍佈南半球與北半球，冬天也能生產，果實顆粒較大，顏色紅艷，果汁相對稀少，味道甜，果肉較脆較硬，耐儲藏，洗淨後可以帶皮生食。

## 食用方式
紅地球葡萄可以洗淨後帶皮生食，也可以乾燥後製作為葡萄乾，或是製作為果汁食用。因為紅地球葡萄果實顆粒較大，也可以在洗淨後冷凍，放置於飲料中食用。